# Кречко, Михаил Михайлович
Михаил Михайлович Кречко (укр. Михайло Михайлович Кречко; 1925—1996) — советский украинский хоровой дирижёр и композитор.
Автор монографий, статей, обработок украинских народных песен. Народный артист УССР (1960). Член КПСС с 1957 года.

## Биография
Родился в 5 сентября 1925 года в с. Порошково (Закарпатье).
Вырос в простой и бедной семье. Его отец умер, когда Михаил был маленьким. Матери неоткуда было ждать помощи и ей пришлось пойти в домработницы, чтобы вырастить двоих детей. Учителя с детства отмечали его большие способности — он был круглым отличником.
Одним из малоизвестных фактов биографии будущего дирижёра является тот, что Кречко закончил Ужгородскую духовную семинарию — в этом учебном заведении был педагогический факультет. Именно в семинарии он научился играть на скрипке и фортепиано, пел в хоре.
В 1954 году Кречко окончил Киевскую консерваторию. Его педагогом по хоровому факультету была Элеонора Павловна Скрипчинская, а вокалу он учился у знаменитого оперного певца (баса) Ивана Сергеевича Паторжинского.
- С 1954 года — художественный руководитель и главный дирижёр Закарпатского народного хора.
- С 1969 года — художественный руководитель и главный дирижёр капеллы «Думка» (также директор).
- С 1983 года — главный хормейстер Детского музыкального театра в Киеве.
- С 1972 года — преподаватель Киевской консерватории (с 1984 — доцент).

Умер 25 февраля 1996 года в Луцке на Международном конкурсе хоровых коллективов им. Л. Украинки, где он возглавлял жюри.
Похоронен Михаил Кречко на Байковом кладбище в Киеве.
Дочь Михаила Михайловича — Наталья Кречко — является художественным руководителем и дирижёром камерного хора ANIMA Киевского Национального университета культуры и искусств.